# 武裝部隊足球俱樂部
馬來西亞武裝部隊足球協會（Angkatan Tentera Malaysia FA，或简称为ATM FA、武装部队）是馬來西亞的一家足球會，現時參與馬來西亞超級足球聯賽。

## 体育场
球队主场设立在士拉央体育场。

## 球队荣誉
马来西亚杯（Piala Malaysia)

亚军 (3次) - 1949, 1966，2012

马来西亚慈善盾(Piala Sumbangsih)

冠军（1次）- 2013 

马来西亚足球首要联赛(Premier League Malaysia)

冠军 1次）- 2012 

马足总联赛(FAM League)

冠军（1次）- 1996

亚军（1次）- 2006